# 脈波差量編碼調變
脈波差量編碼調變（英語：Differential pulse-code modulation，簡称DPCM）是以脈波編碼調變為基礎的訊號編碼器，再加上對訊號取樣的預測。輸入訊號可以是類比或是數位訊號，如果輸入訊號是連續的類比訊號，必須要先對訊號做取樣，才能產生離散時間訊號來讓脈波差量編碼調變的編碼器使用。